# Antoñete

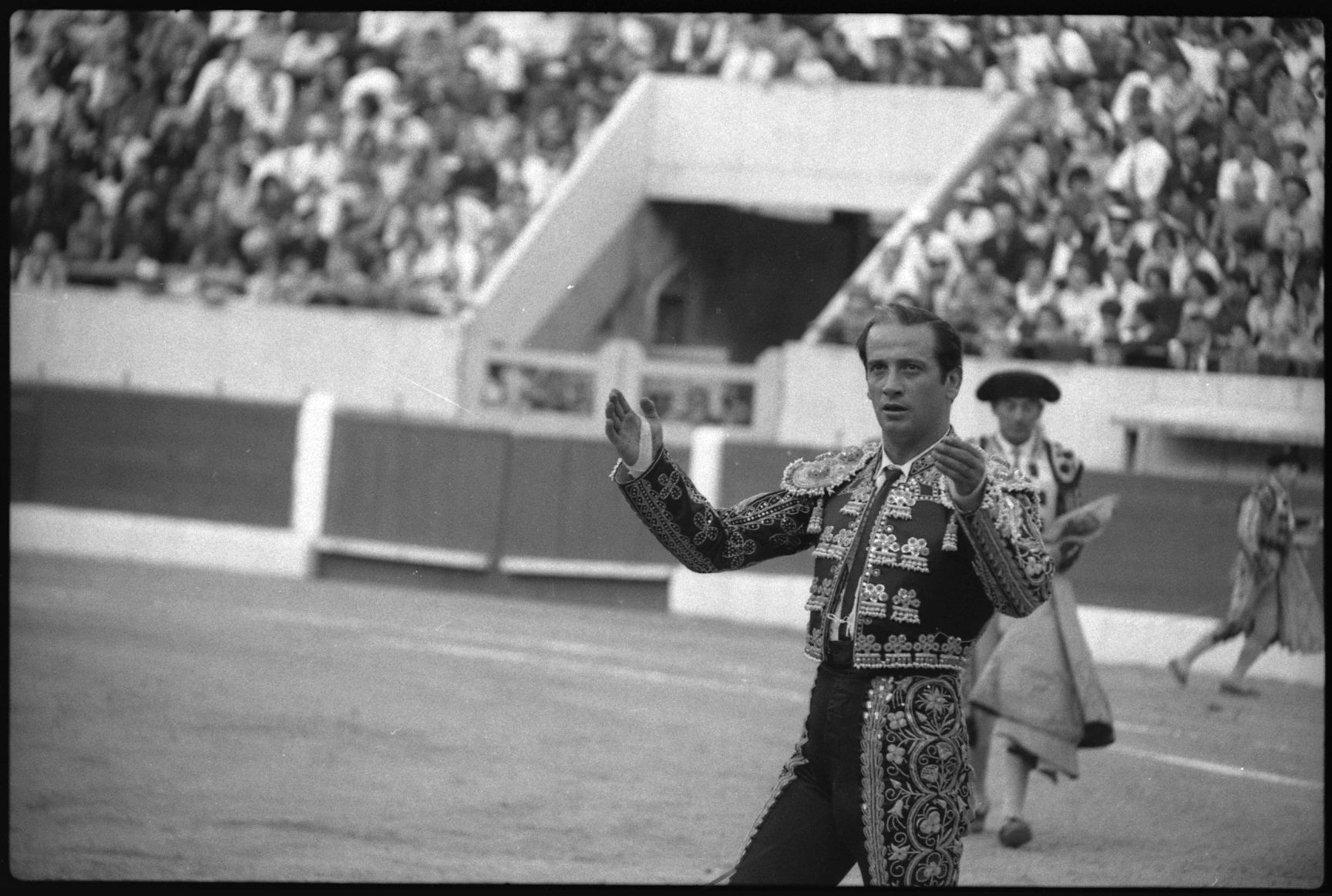

Antonio Chenel Albadalejo, bijnaam Antoñete (Madrid, 24 juni 1932 - 22 oktober 2011) was een Spaans stierenvechter.

## Biografie
Antoñete werd geboren in het Madrid van vlak voor de Spaanse Burgeroorlog als neef van de eigenaar van de plaza de toros van Madrid, Las Ventas. Hij werd al vroeg geboeid door het stierenvechten en op 8 maart 1953 vocht hij zijn eerste wedstrijd in Castellón. Zijn stijl was orthodox en in het begin van zijn carrière liep hij veel snijwonden op. Hierdoor heeft hij tussen 1959 en 1975 nooit meer dan zes wedstrijden per jaar gevochten en hij besloot in 1975 te stoppen met de toreo.
Hij was in Latijns-Amerika, vooral in Venezuela, erg populair en in 1977 hervatte hij zijn kunst in Caracas. In 1981 keerde hij terug naar Spanje waar hij dat jaar 32 gevechten leverde. In 1985 kondigde hij zijn tweede afscheid aan, maar van 1987 tot 1997 (toen hij al 65 jaar was!) vocht hij nog diverse gevechten. In 1997 was zijn afscheid definitief al bleef hij sporadisch bij festiviteiten optreden als torero. In juli 2001 kreeg Antoñete hart- en ademhalingsproblemen bij een corrida in Burgos en hij besloot toen definitief te stoppen.